# Hansel and Gretel: Witch Hunters
Hansel and Gretel: Witch Hunters (bra: João e Maria: Caçadores de Bruxas; prt: Hansel e Gretel: Caçadores de Bruxas) é um filme de ação e fantasia, misturando terror durante a longa-metragem, é americano e foi lançado em 25 de janeiro de 2013 nos Estados Unidos. Tornou-se o filme mais visto no seu primeiro fim de semana. No dias 26 e 27 de janeiro o filme arrecadou cerca de R$ 8,5 milhões. Baseado no clássico conto de fadas dos Irmãos Grimm Hänsel und Gretel, o filme é dirigido por Tommy Wirkola e estrelado por Jeremy Renner e Gemma Arterton, o elenco também é composto por Famke Janssen, Peter Stormare, Derek Mears e Thomas Mann.

## Sinopse
15 anos após o traumático incidente envolvendo uma casa feita de doces, João e Maria formam uma dupla de imbatíveis caçadores de bruxas, que migram pelo mundo procurando e matando tais seres malignos (detalhe: eles são imunes aos feitiços destes pois são bruxos brancos). Porém, ao se depararem com o que parecia ser apenas mais uma investigação, os irmãos se veem encurralados por lembranças de um passado doloroso e uma inimiga que o conhece.

## Elenco
- Gemma Arterton com Gretel/Maria
- Jeremy Renner como Hansel/João
- Famke Janssen como Muriel
- Peter Stormare como Xerife Berringer
- Pihla Viitala como Mina
- Thomas Mann (ator) como Benjamin (Ben) Walker
- Derek Mears como Edward
- Monique Ganderton como Bruxa dos Doces
- Cedric Eich como Hansel jovem
- Alea Sophia Boudodimos como Gretel jovem
- Rainer Bock como prefeito Englemann
- Bjørn Sundquist como Jackson
- Zoë Bell como bruxa de altura
- Joanna Kulig como bruxa ruiva
- Ingrid Bolso Berdal como bruxa chifres
- Thomas Scharff como o pai de Hansel e Gretel (João e Maria)
- Kühnel Kathrin como Adrianna